# Gaindorf (Vilsbiburg)
Gaindorf ist ein Gemeindeteil der Stadt Vilsbiburg im niederbayerischen Landkreis Landshut. Bis 1978 bildete er eine selbstständige Gemeinde.

## Lage
Das Pfarrdorf Gaindorf liegt etwa zwei Kilometer südlich von Vilsbiburg im Tertiärhügelland an der oberen Vils. Es entwickelte sich am Kreuzungspunkt der alten Vilstalstraße links der großen Vils von Velden kommend, und einem sehr alten Weg, der, von Altötting kommend, bei Gaindorf die Vils überquerte und nach Geisenhausen in Richtung Norden führte.

## Geschichte
Die katholische Pfarrkirche St. Petrus ist ein spätgotischer Bau des 15. Jahrhunderts, 1892 erweitert. Die Grundlage der landgerichtlichen Gemeinde Gaindorf von 1818 war der unveränderte gleichnamige Steuerdistrikt von 1808. Die Gemeinde gehörte zum Landgericht Vilsbiburg, später Landkreis Vilsbiburg und umfasste neben Gaindorf die Orte Berg, Blamberg, Bürg, Eck, Frauenhaarbach, Herrnfelden, Ippenberg, Oberlanding, Pfaffenbach, Pirken, Schaidham, Seidlhub, Streunweinmühle, Tannet, Unterlanding und Wölflau. Im Rahmen der Gebietsreform in Bayern erfolgte am 1. Mai 1978 die Eingemeindung der Gemeinde Gaindorf zur Stadt Vilsbiburg. Der Ort Ippenberg ist seit 1. Januar 1979 bei Geisenhausen.

## Sehenswürdigkeiten
- Katholische Pfarrkirche St. Petrus: Die Kirche ist in die Denkmalliste von Vilsbiburg eingetragen. Daneben sind noch das Bauernhaus eines Vierseithofs, ein Stadel, der Pfarrhof und eine Kapelle aufgeführt.